# Štadión MFK Stará Ľubovňa
Štadión MFK Stará Ľubovňa – stadion sportowy w Lubowli, na Słowacji. Został otwarty w 1962 roku. Może pomieścić 2500 widzów, z czego 800 miejsc jest siedzących. Swoje spotkania rozgrywają na nim piłkarze klubu MFK Stará Ľubovňa. W pobliżu stadionu znajduje się m.in. dworzec autobusowy i stacja kolejowa.
Przed II wojną światową w Lubowli w piłkę nożną grano na tzw. „jarmočným pľacu”, na którym odbywały się również targi zwierząt. Plac ten znajdował się na prawym brzegu Jakubianki, w okolicach dzisiejszej ulicy Jarmočnej. Niedługo po wojnie wybudowano nowe boisko na lewym brzegu Popradu. Przy boisku postawiono wówczas drewnianą trybunę, która służyła do II połowy lat 70. XX wieku. W 1962 roku wybudowano nowe boisko z trybunami i bieżnią. Powstało ono tuż obok dotychczasowego obiektu, który odtąd pełni rolę boiska bocznego (w 2017 roku wyposażono je w sztuczną murawę).
W sezonie 2007/2008 stadion gościł spotkania słowackiej II ligi z udziałem MFK Stará Ľubovňa.